# Sabine Mathus
 (février 2016).
Si vous disposez d'ouvrages ou d'articles de référence ou si vous connaissez des sites web de qualité traitant du thème abordé ici, merci de compléter l'article en donnant les références utiles à sa vérifiabilité et en les liant à la section « Notes et références ».
Sabine Mathus est une présentatrice belge de télévision pour la chaîne RTL-TVi.

## Biographie
Elle est mariée à un architecte, Jean-Pierre Reynders, frère de Didier Reynders. Elle est aussi mère d'une fille, Margaux née le 19 juillet 1997.

## Carrière
De 1986 à 1988, elle fait ses premières armes en télé à la RTBF. En 1988, elle devient speakerine à RTL-TVi, et commence à animer plusieurs émissions télévisées. 
Elle était présentatrice de Dimanche en fête destinée à la jeunesse et diffusée dans les années 1990 sur la chaine de télévision belge RTL-TVI. L’émission a été diffusée pour la première fois le 9 septembre 1990. Elle était accompagnée du ventriloque Étienne Renard et de sa marionnette Eugène. L'émission remplaçait le dimanche matin Chocolat Show, déjà présentée par Sabine Mathus. 
En 2000, elle quitte l’univers de la télévision pour s’occuper des relations publiques au ministère des Arts et des Lettres. Revenue à RTL-TVi après une tentative dans le monde politique au sein du Mouvement réformateur, elle présentait l'émission Face-à-Face régulièrement jusqu’en mai 2006. Le 24 octobre 2013, Sabine Mathus est licenciée par RTL.
Le 11 janvier 2021, Sabine arrive sur Nostalgie+ et y présente l'émission Entre nous.